# Pont Brûlé
Pour les articles homonymes, voir Pont brulé (homonymie).
Le pont Brûlé (en néerlandais : Verbrande Brug) est un pont levant dans la commune belge de Grimbergen à proximité du hameau du même nom. Le pont enjambe le canal de Willebroeck. Il fut construit en 1968 et présente une partie mobile en acier d'une longueur de 38,4 m et d'une largeur de 11,6 m. Il est identique en termes de dimensions au Brielenbrug (situé à Tisselt) et au pont de Humbeek (situé aussi à Grimbergen) et construits la même année au-dessus du même canal.

## Historique
Le nom du pont provient d'un précédent pont en bois qui, en 1577, fut incendié par la garnison espagnole de Vilvorde. 

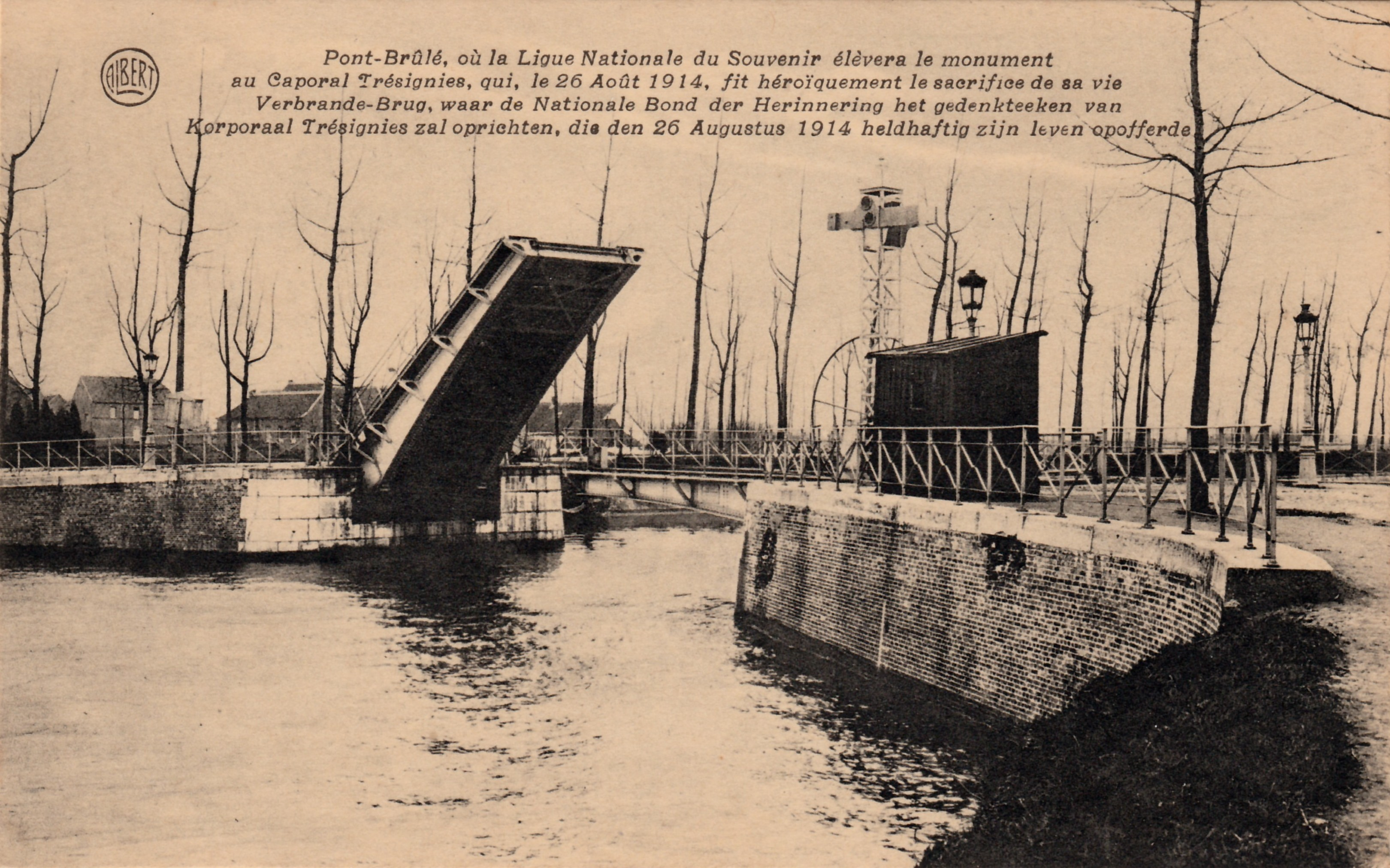
Le pont sur une carte postale datant de 1920 environ. Il s’agissait alors d’un pont levant.

Le 26 août 1914, le caporal Léon Trésignies se proposa pour traverser le canal à la nage pour faire abaisser le pont et permettre ainsi à l'armée belge de contre-attaquer contre les Allemands qui se trouvaient sur l'autre rive. Il fut mortellement blessé au moment où il actionnait le mécanisme. La place à l'est du pont porte son nom et sur la rive ouest du canal se trouve un monument en son honneur. 
En 1968, un nouveau pont fut construit pour remplacer le bac. Dans le revêtement routier du pont, furent insérés des rails en prévision d'une ligne de chemin de fer industrielle vers une cokerie à proximité. 
Quelques scènes du film de 1983 Mortelle Randonnée de Claude Miller ont été tournées à proximité. 
Le samedi 4 décembre 2004 vers midi,, à la suite d'un dysfonctionnement du système de freinage, des câbles cédèrent, ce qui fit basculer le tablier et empêcha le passage des bateaux. Le bruit fut entendu à 3 km à la ronde. Seul un technicien qui se trouvait à proximité fut légèrement blessé. La circulation fluviale dut être interrompue plus d'une semaine, le temps des réparations.

## Sources et références
- (nl) Cet article est partiellement ou en totalité issu de l’article de Wikipédia en néerlandais intitulé « Verbrande Brug (brug) » (voir la liste des auteurs).

1. ↑  BO, « Le Pont Brûlé s'effondre », sur DHnet, 4 décembre 2004 (consulté le 1er juillet 2024)
2. ↑  « Transports : l’effondrement du pont Brûlé à Grimbergen a interrompu le trafic », lien brisé, voir l’archive ci-contre [archive du 24 juin 2014], Le Soir, 7 décembre 2004 (consulté le 1er juillet 2024)